# Matteo Bono
Matteo Bono (* 11. November 1983 in Ome) ist ein ehemaliger italienischer Radrennfahrer.

## Werdegang
Matteo Bono gewann 2005 das italienische Eintagesrennen Trofeo Città di Brescia. Im Herbst desselben Jahres fuhr er für das italienische ProTeam Lampre-Caffita als Stagiaire. Seit 2006 steht Bono dort als Profi unter Vertrag. Beim Grand Prix Ouest France belegte er im August den 39. Rang. In der Saison 2007 konnte er bei dem ProTour-Rennen Tirreno–Adriatico seinen ersten Profisieg feiern. Im gleichen Jahr gewann er die dritte Etappe der Tour de Romandie.
2011 entschied Bono die vorletzte Etappe der Eneco Tour im Sprint für sich.
Bis 2017 startete Matteo Bono insgesamt zwölf Mal bei den großen Landesrundfahrten. Seine Platzierung war Rang 77 beim Giro d’Italia 2014.

## Erfolge
2005
- Trofeo Città di Brescia

2007
- eine Etappe Tirreno–Adriatico
- eine Etappe Tour de Romandie
- Mannschaftszeitfahren Polen-Rundfahrt

2011
- eine Etappe Eneco Tour

## Grand-Tour-Platzierungen
| Grand Tour            | 2007 | 2008 | 2009 | 2010 | 2011 | 2012 | 2013 | 2014 | 2015 | 2016 | 2017 | 2018 |
| --------------------- | ---- | ---- | ---- | ---- | ---- | ---- | ---- | ---- | ---- | ---- | ---- | ---- |
| Giro d’ItaliaGiro     | 138  | –    | 118  | 86   | –    | 99   | –    | 77   | –    | –    | –    |      |
| Tour de FranceTour    | –    | 115  | –    | –    | 91   | –    | DNF  | –    | 118  | 136  | 111  |      |
| Vuelta a EspañaVuelta | –    | –    | –    | –    | –    | –    | 143  | –    | –    | –    | –    |      |

## Teams
- 2005 Lampre-Caffita (ab 01.08.)
- 2006 Lampre-Fondital
- 2007 Lampre-Fondital
- 2008 Lampre
- 2009 Lampre-NGC
- 2010 Lampre-Farnese Vini
- 2011 Lampre-ISD
- 2012 Lampre-ISD
- 2013 Lampre-Merida
- 2014 Lampre-Merida
- 2015 Lampre-Merida
- 2016 Lampre-Merida
- 2017 UAE Team Emirates
- 2018 UAE Team Emirates